# 빅토르 유셴코
빅토르 안드리요비치 유셴코(우크라이나어: Віктор Андрійович Ющенко, 문화어: 윅또르 안드레예비치 유쉔꼬, 1954년 2월 23일~)는 우크라이나의 제3대 대통령이다. 정치인으로서 우리 우크라이나당의 지도자이다.

## 생애
1954년 2월 23일, 소련의 일부였던 우크라이나 소비에트 사회주의 공화국의 수미주에서 태어났다. 아버지인 안드레이는 제2차 세계 대전에 출정했으나 동부 전선에서 독일군에게 포로로 잡힌 뒤, 아우슈비츠 강제 수용소에서 수용되었다. 1976년부터 은행가로 근무했고, 1993년 1월부터 1999년 12월까지 우크라이나 국립은행 총재로 근무했다.
2004년 9월 5일 우크라이나 대통령 선거를 두달 반 앞둔 날에 얼굴의 안면이 크게 손상된 모습이 관찰되었다. 이는 다이옥신 중독에 의한 것으로 밝혀졌는데, 이를 두고 반대파에서 독살을 위해 음식에 독극물을 주입하였다는 설이 퍼졌다. 단, 반대파는 이 혐의를 부인하였다. 유셴코는 구사일생으로 목숨을 건지고, 치료를 거듭하면서 다이옥신 중독을 거의 회복한 상태이다.
2005년 우크라이나 대통령 선거에서 빅토르 야누코비치 전 총리를 물리치고 대통령으로 선출되는 한편 오렌지 혁명의 성공으로 율리야 티모셴코를 지지하여 그를 총리로 임명하였다.
2010년 1월 17일에 치러진 우크라이나 대통령 선거에 출마하였으나 결국 실패로 돌아갔고, 그는 대통령직에서 물러나야만 했다.

## 같이 보기
- 우크라이나의 정치